# Giez (Vaud)
Giez es una comuna suiza del cantón de Vaud, situada en el distrito de Jura-Nord vaudois. Limita al norte con las comunas de Novalles, Fontaines-sur-Grandson y Fiez, al este con Grandson, al sur con Valeyres-sous-Montagny, al oeste con Orges, y al noroeste con Vugelles-La Mothe.
Hasta el 31 de diciembre de 2007 situada en el distrito de Grandson, círculo de Grandson.